# Perilitus sitonae
Perilitus sitonae är en stekelart som först beskrevs av Mason 1960.  Perilitus sitonae ingår i släktet Perilitus och familjen bracksteklar. Inga underarter finns listade i Catalogue of Life.